# Go Simpsonic with The Simpsons
Go Simpsonic with The Simpsons är ett soundtrackalbum på CD från tv-serien Simpsons som lanserades 2 november 1999. Bästa placering för albumet på albumlistan i USA blev plats 197.

## Låtlista
1. "The Simpsons" Main Title (00:49) - Cape Feare
The Alf Clausen Orchestra
2. Lisa's Sax (Medley) (01:05) - Lisa's Sax
a) Those Were he Days (00:56) - Homer/Marge/Hallåa/Bart
b) "WB's Proud to Present Theme (00:09) - Frog
3. All Singing, All Dancing (Medley) (01:43) - All Singing, All Dancing
a) "Gonna Paint Our Wagon" Theme & Reprise (00:57) - Clint Eastwood/Hombre/Stadskör/Lee Marvin
b) A singing, Dancing, Entertainment Machine (00:46) - Homer/Marge/Lisa/Bart
4. We Put the Spring in Springfield (02:24) - Bart After Dark
Homer/Belle/Springfields invånare/Flanders
5. Simpsoncalifragilisticexpiala(Annoyed Grunt)cious (Medley) (01:21) - Simpsoncalifragilisticexpiala(Annoyed Grunt)cious
a) Turkey in the Straw (00:18) - Lisa/Homer/Marge
b) Minimum Wage Nanny (01:03) - Lisa/Bart/Homer/Marge/Abraham
6. Cut Every Corner (01:46) - Simpsoncalifragilisticexpiala(Annoyed Grunt)cious
Shary Bobbins/Bart/Lisa/Clancy/Apu/Homer/Marge
7. A Boozehound Named Barney (01:48) - Simpsoncalifragilisticexpiala(Annoyed Grunt)cious
Shary Bobbins/Lisa/Bart/Barney Gumble/Moe/Homer
8. Happy Just the Way We Are (01:33) - Simpsoncalifragilisticexpiala(Annoyed Grunt)cious
Marge/Shary Bobbins/Homer/Lisa/Bart/Ned/Barney
9. "Simpsoncalifragilisticexpiala(Annoyed Grunt)cious" End Credits Suite (00:45) - Simpsoncalifragilisticexpiala(Annoyed Grunt)cious
The Alf Clausen Orchestra
10. Cash and Cary (00:46) - The Brother From Another Series
Hallåa/Krusty/Fånge/Bart/Lisa
11. Meet The Flintstones (00:29) - Marge Vs. The Monorail
Homer
12. Underwater Wonderland (00:54) - Homer: Bad Man
Homer/Marge
13. Happy Birthady, Mr. Burns (00:40) - Rosebud
Smithers/Mr. Burns/The Ramones
14. The Field of Excellence (00:30) - Brother, Can You Spare Two Dimes?
Prisutdelningskör/Mr. Burns/Lisa/Bart
15. "The Itchy & Scratchy & Poochie Show" Theme (00:40) - The Itchy & Scratchy & Poochie Show
Studiosångare
16. Poochie Rap Song (00:27) - The Itchy & Scratchy & Poochie Show
Itchy/Scratchy/Poochie
17. The City of New Tork Vs. Homer Simpson (Medley) (02:07) - The City of New Tork Vs. Homer Simpson
a) No Regards (00:03) - The Alf Clausen Orchestra/Lisa
b) You're Checkin'In (02:04) - Marge/Broadway Musikalkör/Bart/Lisa
18. "Qumiby" Campaign Commercial (00:20) - Sideshow Bob Roberts
Studiosångare/Hallåa
19. "The Simpsons" End Credits Theme (00:45) - Homerpalooza
Sonic Youth
20. Tras of The Titans (Medley) (01:58) - Tras of The Titans
a) Before The Garbage, Man! (00:31) - Homer/Lisa/Marge
b) The Garbageman (01:27) - Homer/Sopgubbar/Marge/Clancy/Bart/Lisa/Springfields invånare
21. Canyonero (01:25) - The Last Temptation of Krust
Hank Williams, Jr./Studiosångare
22. Everyone Loves Ned Flanders ("The Adventues of Ned Flanders" Theme) (00:32) - The Front
Studiosångare/Homer/Ned/Todd
23. "Scorpio" End Credits (00:40) - You Only Move Twice
Sally Stevens
24. "Cheif Wiggum, P.I." Main Title (01:05) - The Simpsons - Spin-Off Showcase
Troy McClure/The Alf Clausen Orchestra
25. "The Love-Matic Grampa" Main Title (00:56) - The Simpsons - Spin-Off Showcase
Troy McClure/Studiosångare
26. "The Simpsons Spin-Off Showcacse (Medley) (03:50) - The Simpsons - Spin-Off Showcase
a) "The Simpson Family Smile-Time Variety Hour" Opening Theme & Reprise (02:11) - Troy McClure/Kent Brockman/Marge/Bart/Lisa's stand-in/Homer/Tim Conway
b) Candy Medley: I Want Candy; Peppermint Twist; Lollipop; Whip It; I Want Candy (Reprise) (01:39) - Marge/Homer/Bart/Lisa's stand-in/Jasper/Smithers/Variety Show-kören
27. The Ballad of Jebediah Springfield (00:43) - Lisa The Iconoclast
Rick Logan/Dick Wells
28. In Marge We Trust (Medley) (01:51) - In Marge We Trust
a) "Klang and Koto (00:37) - Lisa/Homer/Pitchman
b) "Mr Sparkle" Theme & Logo (01:14) - Reklamkör/Bart/Homer/Lisa/Hallåa
29. "Krusy The Clown" Main Title (00:16) - Bart Gets Famous
The Alf Clausen Orchestra
30. Cape Feare (Medley) (01:35) - Cape Feare
a) Any Last Requsts? (00:30) - Sideshow Bob/Bart
b) H.M.S. Pinafore (00:10) - Sideshow Bob
c) Bart's Holding the Buttercap (00:10) - Sideshow Bob
d) Bart and Bob Bop and Bounce (00:09) - Sideshow Bob/Bart
e) The Act is Up (00:36) - Sideshow Bob
31. Mr. Plow (00:54) - Mr. Plow
Homer/Lisa/Bart
32. Plow King (00:53) - Mr. Plow
Barney/Linda Ronstadt/Moe
33. "Kamp Krusty" Theme Song (01:09) - Kamp Krusty
Mr. Black/Kamp Krusty-barnen
34. "The Simpsons" End Credits Theme (Jazz Quartet Version) (00:40) - Lisa's sax
Homer
35. Union Strike Folk Song (Parts 1 & 2) (00:44) - Last Exit To Springfield
Lisa/Lenny Leonard
36. Rappin' Riibue Regan (00:24) - Homer Loves Flanders
Homer/Ronnie Regan
37. Cletus the Slack-Jawed Yokel! (01:11) - 22 Short Films About Springfield
Rick Loan/Dick Wells/Cletus/Brandine
38. "Ya-hoo" Main Title (00:28) - Colonel Homer
Hallåa/The Alf Clausen Orchestra
39. The Land Of Chocolate (01:32) - Burns Verkaufen Der Kraftwerk
Horst/Homer/Fritz/The Alf Clausen Orchestra
40. "Skinner & The Superintedent" Theme (00:13) - 22 Short Films About Springfield
Studiosångare/Gary Chalmers
41. President's Song (00:48) - I Love Lisa
Skinner/Springfield Elementary School Skolkör
42. The Star Spangled Banner (01:14) - Dancin' Homer
Hallåa/Bleeding Gums Murphy
43. Talkin' Softball (01:16) - Homer At The Bat
Terry Cashman
44. Like Father, Like Clown (Medley) (01:04) - Like Father, Like Clown
a) A Warm Round (00:24) - Krusty/Barn
b) Oh, My Papa (00:31) - Krusty/Hyman Krustofski/Moe/Barney
c) A Love Thing (00:09) - Hyman Krustofski/Krusty
45. Blessed Be The Guy Theat Bonds ("Mc Bain" End Credits) (00:37) - Oh, Brother, Where Are Thou?
Sally Stevens
46. You're Gonna Like Me (The Gabbi Song) (00:42) - Krusty Gets Kancelled
Gabbo/Vin Scully/Imitatör/Gabbi Show-sångare/Krusty/Flicka
47. Can I Borrow A Feeling? (00:47) - A Milhouse Divided
Kirk Van Houten/Bandmedlemmar/Luann Van Houten
48. "The Simpsons" End Credits Theme (Philip Glass Homage) (00:55) - Treehouse of Horror VI
The Alf Clausen Orchestra
49. We Love To Smoke (00:42) - Simpsoncalifragilisticexpiala(Annoyed_Grunt)cious
Patty/Selma
50. Apu in "The Jolly Bengali" Theme (00:16) - 22 Short Films About Springfield
Studiosångare
51. The Garbageman (Long Demo Version) (02:03) - Trash Of The Titans
Studiosångare
52. Señor Burns (Long Demo Version) (02:12) - Who Shot Mr. Burns? Part 2
Tito Puente/His Latin Jazz Ensemble
53. Happy Birthday, Mr. Smithers (00:15) - Rosebud
Smithers/Mr. Burns